# Agnes Esterhazy
Pour les articles homonymes, voir Esterházy.
Ágnes Esterházy, née le 21 janvier 1898 à Kolozsvár (allemand : Klausenburg), en Autriche-Hongrie (aujourd'hui Cluj-Napoca, Roumanie) et morte le 4 novembre 1956 à Munich (Allemagne de l'Ouest), est une actrice de cinéma hongroise, qui a travaillé principalement en Autriche et en Allemagne. Elle est apparue dans 30 films entre 1923 et 1943.

## Filmographie
- 1923 : Le Jeune Medardus
- 1924 : Nanon
- 1924 : Two People
- 1924 : The Voice of the Heart
- 1926 : The Flight in the Night
- 1926 : L'Étudiant de Prague
- 1926 : The Wooing of Eve
- 1926 : Wrath of the Seas
- 1926 : Two and a Lady
- 1927 : The Beggar Student
- 1927 : Chance the Idol
- 1927 : The Transformation of Dr. Bessel
- 1927 : "Liebe"
- 1928 : Spy of Madame Pompadour
- 1929 : His Majesty's Lieutenant
- 1929 : Father Radetzky
- 1929 : The Man Without Love
- 1930 : Love and Champagne
- 1943 : Gabriele Dambrone